# داغوسة
قرية داغوسة، تتبع قرية داغوسة بلدية البسباس التابعة لولاية الطارف.

## السكان
يبلغ عدد سكانها حوالي 34000 نسمة وهي بالتالي أكبر من البلدية التابعة لها
أغلب سكانها يعتبرون من الطبقة الوسيطة.
تتميز قرية داغوسة بطابعها الزراعي فهي تتوسط اراضي خصبة شاسعة بالا ضافة إلى احتوائها أنواع عدة من الأشجار المثمرة وخاصة الحوامض
زعم طابعها الزراعي فإنها تشتمل على منشئات أضيفت حديثا في 2011 من قبل الدولة كمشروع ستاد القرية ومشروع الثانوية الجديدة وتجديد متوسطة مازي علي  وعدة مشاريع أخرى من اجل تنمية الحياة في القرية. ومشروع الغاز 2017